# Акмолинский округ
Акмолинский округ — административно-территориальная единица Казакской АССР, существовавшая в 1928—1930 годах.
Акмолинский округ был образован 17 января 1928 года из частей Акмолинской и Семипалатинской губерний. Центром округа был назначен город Акмолинск. Округ был разделён на 15 районов:
- Азатский район. Центр — урочище Домбралы
- Акмолинский район. Центр — город Акмолинск
- Асан-Кайгинский район. Центр — урочище Атасу
- Атбасарский район. Центр — посёлок Казгородок
- Карагандинский район. Центр — посёлок Кокузек
- Коммунистический район. Центр — село Николаевское
- Кургальджинский район. Центр — посёлок Казгородок
- Ленинский район. Центр — село Оксановское
- Нуринский район. Центр — урочище Караул-Тюбе
- Пролетарский район. Центр — село Донское
- Промышленный район. Центр — село Больше-михайловка
- Революционный район. Центр — город Акмолинск
- Социалистический район. Центр — город Атбасар
- Сталинский район. Центр — село Алексеевское
- Эркеншиликский район. Центр — урочище Тургай

16 августа 1929 Асан-Кайгинский район был переименован в Жана-Аркинский район.
17 декабря 1930 года округ, как и все остальные округа Казакской АССР, был упразднён, его районы укрупнены и переданы в прямое подчинение республиканским властям.